# 69 année érotique
69 année érotique est une chanson écrite et composée par Serge Gainsbourg en 1968, qu'il interprète en duo avec Jane Birkin qu'il venait de rencontrer.

## Fiche artistique
- Titre : 69 année érotique
- Paroles et musique : Serge Gainsbourg
- Interprètes d'origine : Serge Gainsbourg et Jane Birkin sur le 45 tours Philips 370-751
- Arrangements et direction musicale : Arthur Greenslade
- Producteur : Jean-Claude Desmarty
- Enregistrement : novembre 1968 au Studio Chappell à Londres
- Année de production : 1969
- Éditeurs : Warner Chappell Music France / Melody Nelson Publishing
- Parution : février 1969
- Durée : 03:19

## Commentaire
Ce nombre évoque une position ludique dans les ébats amoureux où chacun des partenaires fait une caresse buccale au sexe de l'autre, en même temps que l'année de publication de la chanson.
La chanson témoigne de la libération sexuelle de cette période et illustre la créativité de Gainsbourg, tant sur le plan de la composition et des sonorités musicales que de l'écriture :

## 69 Année érotiqueen CD (album)
- 2001 - Jane Birkin et Serge Gainsbourg - 1 CD Mercury / Universal (Version CD du 33 tours original Fontana 885-545)